# 79 Ceti
79 Ceti è una stella binaria visibile in direzione della costellazione della Balena. distante circa 117 anni luce.

## Caratteristiche
La sua età sarebbe più elevata di quella del Sole, il database SIMBAD riporta il tipo stellare G2V per la componente principale, cioè quello di una stella ancora pienamente in sequenza principale, tuttavia altre fonti riportano uno stato di subgigante, ossia di una stella nel cui nucleo non avviene più la fusione dell'idrogeno. Nel giro di pochi milioni di anni uscirà dalla sequenza principale, diventando una gigante rossa: gli strati più esterni infatti si espanderanno e diventeranno più freddi. La sua luminosità è due volte maggiore di quella del Sole. La secondaria è invece una più piccola nana rossa avente una massa del 29% di quella del Sole.

## Pianeti
Nel 2000, venne scoperto un pianeta orbitante attorno alla stella principale, e venne catalogato come 79 Ceti b. La sua massa è inferiore a quella di Saturno e orbita attorno alla stella in 75 giorni.
| Pianeta | Tipo            | Massa           | Periodo orb.  | Sem. maggiore | Eccentricità | Scoperta |
| ------- | --------------- | --------------- | ------------- | ------------- | ------------ | -------- |
| b       | Gigante gassoso | ≥0,260±0,028 MJ | 75,523 giorni | 0,36 UA       | 0,252        | 2000     |